# 格納季夫卡 (海辛區)
48°46′7″N 29°26′53″E / 48.76861°N 29.44806°E
格納季夫卡（烏克蘭語：Гнатівка），是烏克蘭的村落，位於該國西南部文尼察州，由海辛區負責管轄，始建於1800年，面積1.1平方公里，海拔高度181米，2001年人口471，人口密度每平方公里426.63人。